# 에드가르 사비사르
에드가르 사비사르(에스토니아어: Edgar Savisaar, 러시아어: Эдгар Эльмарович Сависаар 예드가르 옐마로비치 사비사르[*], 1950년 5월 31일~2022년 12월 29일)는 에스토니아의 정치인이다. 1991년부터 2016년까지 에스토니아 중앙당의 지도자를 역임했으며, 소련에서 독립을 선언한 에스토니아 신정부의 임시 총리를 맡았다. 
에스토니아 독립 후에는 내무부 장관(1995), 경제통신부 장관(2005~2007), 탈린 시장(2001~2004, 2007~2015)을 역임했다.

## 수훈
- 국가 휘장 훈장 1등급(2006년 2월 6일)
- 국가 휘장 훈장 2등급(2001년 2월 2일)
- 삼성 훈장 기사 등급(2005년 11월 30일, 라트비아)
- 영광과 명예 훈장(2013년, 러시아)